# Crazy Train
„Crazy Train“ je píseň anglického zpěváka Ozzyho Osbourna. Spolu s ním byli jejími autory baskytarista Bob Daisley a kytarista Randy Rhoads. Vydána byla na zpěvákově prvním sólovém albu Blizzard of Ozz v roce 1980. Píseň byla prvním singlem z alba. Daisley učinil v roce 2016 právní kroky proti Osbournovi za nedostatečné placení honorářů za píseň. Časopis Guitar World označil Rhoadsovo sólo v písni za nejlepší kytarové sólo všech dob.